# Židovský hřbitov v Sobědruhách
Židovský hřbitov v Sobědruhách se nachází v západní části teplické městské části Sobědruhy v blízkosti hlavní silnice. Hřbitov byl založen v roce 1669 a až do roku 1751 zde byli pohřbíváni též židé z Drážďan. Počátkem 19. století byl rozšířen do své dnešní podoby, kdy se rozkládá na celkové ploše 3496 m2. Pohřbívalo se zde až do druhé světové války. Během minulého režimu byl hřbitov zdevastován, část náhrobních kamenů byla rozprodána jako stavební kámen a došlo ke zboření obřadní síně, z níž zbylo pouze obvodové zdivo. Na počátku 21. století se na hřbitově dochovalo na 200 náhrobních kamenů, z nichž nejstarší pochází ze 17. století. Součástí je též řada cenných barokních stél. V roce 2002 byl hřbitov rekonstruován a je volně přístupný.
Je chráněn jako kulturní památka České republiky.

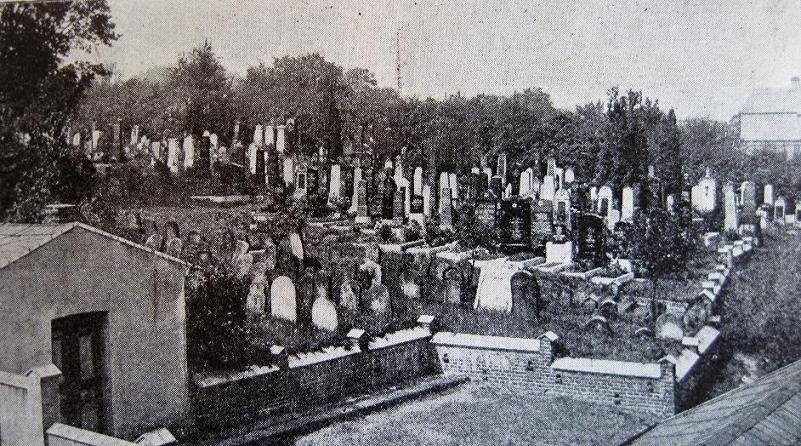
Hřbitov kolem roku 1930
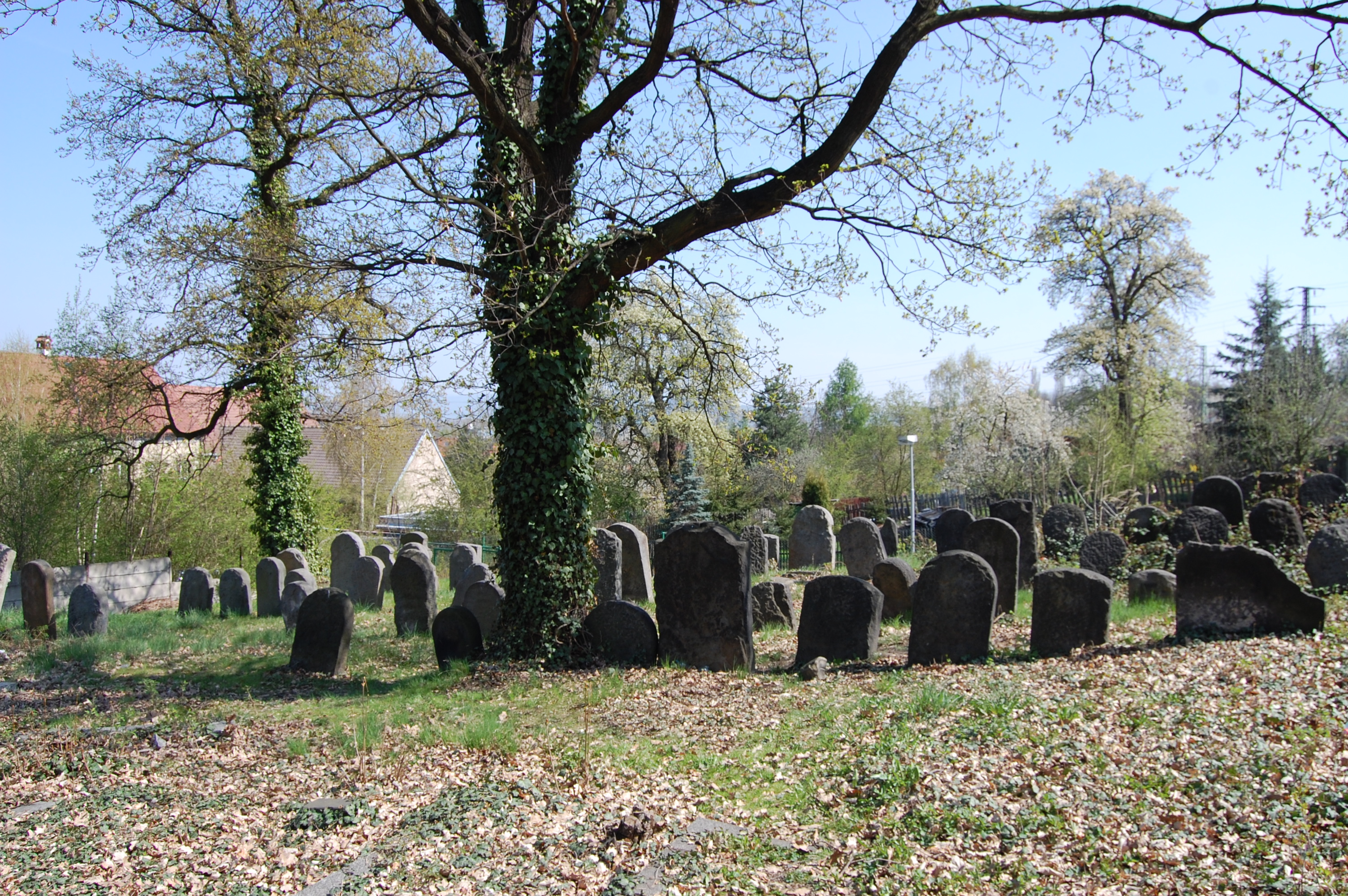
Pohled na větší množství náhrobků
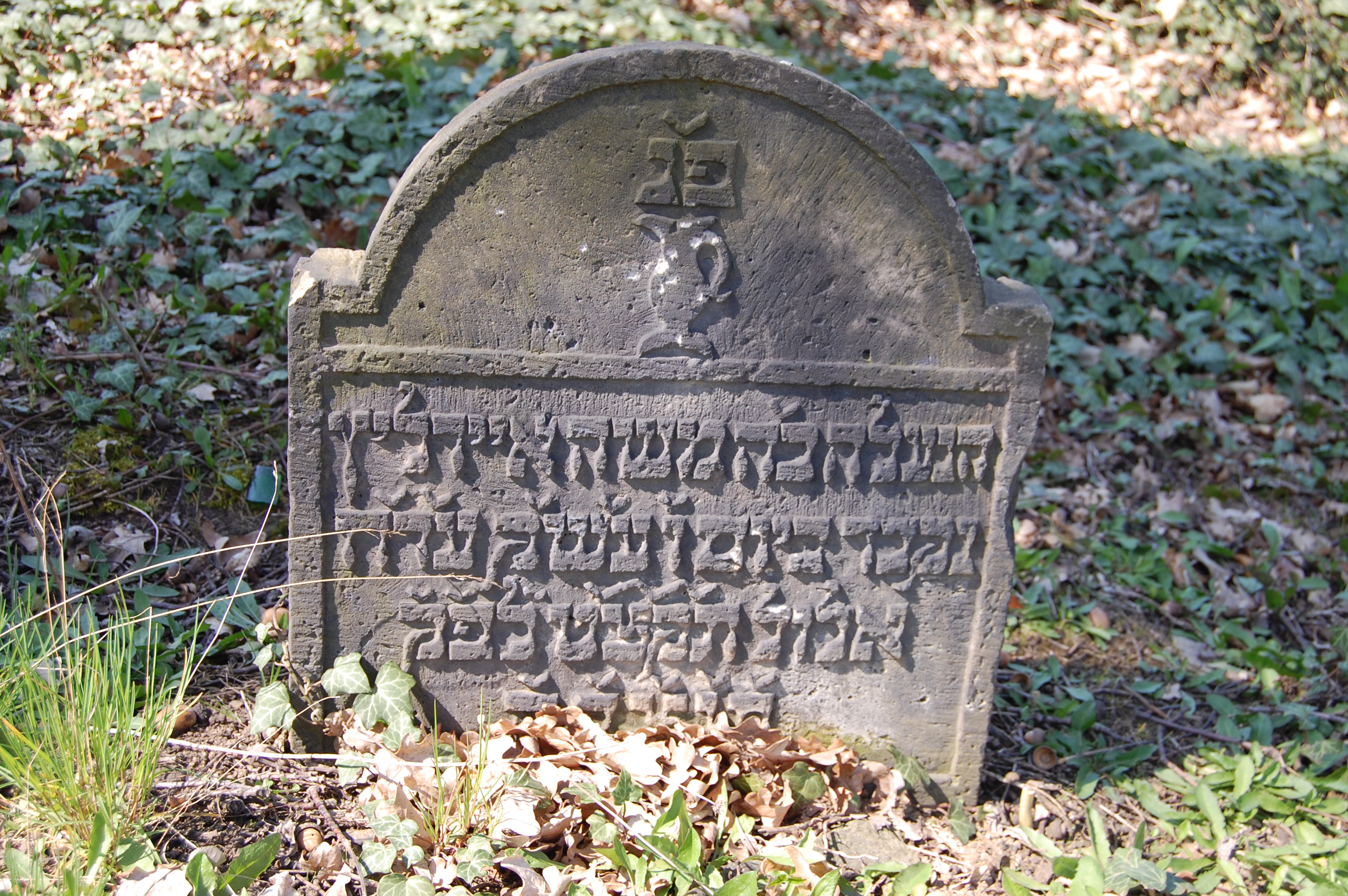
Hrob levity